# 新田恵利
新田 恵利（にった えり、1968年〈昭和43年〉3月17日 - ）は、日本の歌手、タレント、エッセイスト、淑徳大学総合福祉学部客員教授。80年代アイドル。株式会社こよみ所属。1985年におニャン子クラブのスターティングメンバー会員番号4番としてデビューした。ソロ歌手としても活動し、デビュー曲「冬のオペラグラス」が代表曲として有名。
上福岡市立第一中学校（現・ふじみ野市立福岡中学校）、埼玉県立福岡高等学校卒業。

## 来歴
1985年2月、深夜バラエティ番組『オールナイトフジ』の特別版『オールナイトフジ女子高生スペシャル』に出演。同番組に出演した者の多くが4月から始まる新番組のアシスタント（のちに「おニャン子クラブ」の立ち上げメンバー）に抜擢された。4月、おニャン子クラブ会員番号4番としてフジテレビ『夕やけニャンニャン』（以下、『夕ニャン』）に出演。同年7月、おニャン子クラブのデビュー曲「セーラー服を脱がさないで」でフロントメンバーに選ばれ、以降おニャン子クラブの「顔」として人気を博す。高校卒業後（当時は高校3年生）もタレント活動を続ける意向をスタッフに伝え、芸能事務所「ボンド企画」に所属。1986年1月1日、シングル「冬のオペラグラス」でソロデビュー。オリコン初登場1位となり、30万枚以上の売り上げを記録する。目が「ヘ」の字になるような笑顔が「100万ドル」と評され、シングルのジャケットをあしらったノベルティ「新田トランプ」は破格の値段で取引された。以降も定期的にシングル、アルバムを発売する。9月、『夕ニャン』とおニャン子クラブを卒業。1990年、芸能界を引退。その際ラストシングル（本人作詞）、ラストアルバムの発売、ラストコンサート（ビデオ化されている）、テレビ出演などさまざまなかたちでスタッフやファンに見送られる。
1993年6月にテレビドラマ『映画みたいな恋したい』出演、9月に写真集『吐息を奪って』を出版。芸能活動再開となる。1995年に初のエッセイ本『これじゃあ結婚できないわ…』を出版。1996年（平成8年）8月8日、『フジテレビの日』（8が3つそろった日でお台場へフジテレビが移転する直前）に1日だけ『復活夕やけニャンニャン』として番組が復活。そのイベント担当だったフジテレビ社員と同年結婚した。その後は女優、作家・エッセイストとして文筆活動を行っているほか、東京のコミュニティFM局「Ginza'RADIOCITY」のパーソナリティーとしても活動している。2002年にはおニャン子クラブが一時的に再結成し、初期メンバーを中心に新曲「ショーミキゲン」をリリースしている。また、同年12月5日放送の『2002FNS歌謡祭』では「ショーミキゲン」「セーラー服を脱がさないで」を後期メンバーを含み熱唱している。

このころから布川敏和、堀ちえみなどのように「当時の裏話を語る80年代アイドル」としてテレビ出演する機会も増える。
2007年、福岡県嘉麻市にたけし軍団の井手らっきょが中心となって発足した誕生した硬式野球クラブ「嘉麻市バーニングヒーローズ」の応援団を務める。2010年、サントリー「ボス 贅沢微糖」テレビCM第8弾「贅沢銀行」篇でおニャン子クラブの限定復活に参加。同時期から在籍時には犬猿の仲といわれた国生さゆりともテレビ番組で共演する機会が増え、7月9日、有楽町のディスコ「クラブディアナ」で同じステージに立ち、新ユニット結成を約束した。同年より、手製のアクセサリーやテディベアなどを販売するインターネットショップ「EriS」を展開。2011年7月、初の小説『アイドルとつきあう方法』を出版。2016年6月15日、2013年に出演したテレビ番組で発見した脳動脈瘤の手術を行い、6月18日に退院。翌日には仕事復帰。2019年1月より、日刊ゲンダイ連載企画「夢と残酷の1980年代芸能史」でおニャン子及びアイドル時代の状況や、芸能界の実情を語っている。2020年3月20日にデビュー35周年記念ライブを渋谷egg-manにて行う予定だったが、コロナ禍の影響にて中止となった（1990年3月21日に中野サンプラザで行った引退ライブからちょうど30年の節目であった）。
2021年3月23日、自宅で母が92歳で永眠したことを報告した。2014年に母（2014年当時85歳）が骨折したことが原因で寝たきりになり、在宅介護をこなしていた。以降7年間に渡り介護をしながら、自身のブログで介護に関するエピソードや思いを綴った。9月、介護体験を綴った『悔いなし介護』を執筆。また、介護問題をテーマとした番組などにゲスト出演して経験を語ることもある。2023年、淑徳大学総合福祉学部の客員教授に就任。

## 人物

### デビュー前
両親は再婚同士で、10歳上の姉、3歳上の兄の家庭で育つ。小学生時代は、目立たない子だった。当時の将来の夢は、お嫁さんになること。中学入学後は引っ込み思案だったが、おしゃれな服を着ることや海外旅行に憧れていた。高校進学後、大工をしていた父親が肝硬変になり働けなくなったため、新田は市内の不二家でバイトを始めた。高校2年生の頃に、先輩から『オールナイトフジ女子高生スペシャル』への応募を薦められた。芸能界には興味や執着がなく、同番組のオーディションを受けたのも賞品のハワイ旅行目当てであった（ハワイ旅行は国生さゆりが獲得した）。
これに合格し、同番組に出演すると街頭の同年代の男子に『パンツ見せてくれませんか？』という突撃企画があった。他の出演者たちがもじもじしてなかなか突撃できない中、臆することなく企画に臨んだ。1985年4月から新番組『夕ニャン』が始まることになり、上記の『女子高生スペシャル』に出た女の子の内、親の承諾を得ることができた11人で「おニャン子クラブ」が結成された。おニャン子クラブ入りも、（1985年当時）時給380円の不二家のアルバイトより、『夕ニャン』に1回の出演で日給5000円貰える方が格段に楽で魅力的だったことから。さらに番組出演も"週3日"とスタッフにシフトをお願いするなど、まさにアルバイト感覚だったと本人は語る。

### 「おニャン子」時代
『夕ニャン』に出演後、すぐに自分は芸能界に向いていないと思い番組スタッフに辞めたいと申し出る。しかし、「週刊文春喫煙事件」で5人のメンバー（1 - 3番、7番、10番）が脱退したために出演を継続することになる（この時点で会員番号のトップ、つまりグループ最古参になった）。デビュー曲「セーラー服を脱がさないで」はヒットし、おニャン子クラブの知名度も上がった。
おニャン子クラブは人気になったが、本人は後年「当時は色々と大変でした」と回想している。一部ファンに実家の傘や植木鉢、表札などが盗まれる、ストーカー化したファンの車に母がひかれる、ファンに自分の部屋を荒らされるなどの被害に遭うも、当時はストーカー規制法はなく、警察には有名税とあしらわれ、一時期人間不信になったこともあった。また、『夕ニャン』の出演以外にも歌番組や雑誌の取材などで忙しく、深夜2時に帰宅して仮眠して6時には起きて学校に行くことも多かったためクタクタだったとのこと。
ソロデビュー直前の1985年12月24日、父親が急逝。そのため年内以降の『夕ニャン』を欠席した。以前から決まっていた同年末のおニャン子の『臨海学校』のビデオ撮影には、母の助言を受けて参加。しかし撮影先のハワイに到着してすぐに原因不明の高熱で倒れ（肺炎寸前だった）入院先での年越しとなった。父の死を抱えた複雑な心境の中、1986年の1月に「冬のオペラグラス」でソロデビューした。これ以前に一度ソロデビューの話があったが、「メンバー内で目立った動きをあまりしたくない」との思いから辞退している。そのときに用意されていた楽曲は「真っ赤な自転車」。「冬のオペラグラス」の発売当時、公式に女性初のデビュー曲オリコン初登場1位と発表された。しかし、その後オリコンの規定が変更され、グループからのソロの場合はデビュー曲とみなさないことになったため、現在のオリコンの公式記録では女性初のデビュー曲オリコン初登場1位は内田有紀となっている。

### 引退、復帰、結婚
おニャン子クラブを卒業すると、1987年におニャン子クラブが解散した次の年以降、人気が下火になるなか、アルバム内で「絵梨」というペンネームで作詞をしていたこともあり、1990年3月に「作詞家になりたい」と芸能界を一時引退。自分を見つめ直すため3年間芸能活動から離れた。実家に戻って気ままに過ごしたが、その後東洋経済新報社の人に出会ったことがきっかけで、「主婦の起業家」というコーナーで取材と原稿書きの仕事を始める。ただし物書きだけでは食べていけないため、25歳で芸能界に復帰。29歳の頃、親族からフジテレビ協賛のとある人気アーティストのライヴに行きたいと頼まれ、先述の特番『復活夕やけニャンニャン』の広報担当で1歳年下の男性に相談した。これがきっかけで交際に発展し、約3ヶ月後に彼のプロポーズを受けて港区の乃木神社で式を挙げた。その後、1990年代前半に一度引退したことについて「作詞家になりたかったというのは本当だけど、ただ単に遊びたかったという気持ちもあったし、（当時交際していた男性と）結婚したかったという気持ちもあった」と発言している。2002年頃から夫婦で神奈川県逗子市に居住し、逗子や近隣の鎌倉市を案内するテレビ番組の企画にも出演するようになる。

## 評価
初期のおニャン子クラブにおいては国生さゆり、河合その子らと共に人気を博した。しかし、後にデビューした後輩メンバーの渡辺美奈代、渡辺満里奈、工藤静香などの魅力や活躍に追いやられたと述べている。特に歌唱力不足は否めず、和田アキ子に「ベストテン見てて、新田恵利ちゃん? あたし本当にテレビ壊れたと思ったのよ」と言われた。また主題歌、挿入歌を担当したアニメ・世界名作劇場『愛の若草物語』では放送開始序盤で主題歌、挿入歌ともに、他の曲に変更されるという憂き目にもあっている。2013年の連続テレビ小説『あまちゃん』において、新田の歌唱力について言及するセリフがある。これを見た新田はショックを受けるとともに、同ドラマの脚本家・宮藤官九郎の評価と判断し、落胆する気持ちを自身のブログに綴っている。ナインティナインの岡村隆史が新田の熱烈なファンだったことから、『とぶくすり』に「歌のお姉さん」として（事前に岡村に知らせず）出演した。また、後の『めちゃイケ』でセイン・カミュやあさりどなど、かつて新田ファンだったタレントの他、『夕やけニャンニャン』の司会者の吉田照美と共に新田の自宅を訪ねる企画が放送され、当時（1999年）の同番組の最高視聴率を樹立した。このほか、よゐこの濱口優、同じ埼玉県上福岡市出身の爆笑問題の太田光も新田のファンだったと告白したことがある。

## エピソード
- 特技はふんどしを洗うこと（大正元年生まれの父が、ふんどしを着用していたため[17]）。
- 2000年代後半までは喫煙者であったが、禁煙に成功した。
- カラーコーディーネート3級、ブリンクアーティスト1級、ジュエルDECOREインストラクター、スクラップブッキングインストラクター、日本茶アドバイザー、はちみつマイスター、日本の漬物マイスター、ネット検定1級、油圧ショベル（ユンボ）、おむつフィッター3級などの資格を所持している。
- 容姿と名前がよく似ている声優の新田恵海がいるが、血縁関係はないという。
- 2013年にNHKの連続テレビ小説で放送された『あまちゃん』の時代設定の一部がおニャン子クラブの誕生した1985年となっており、そのためこのドラマ内には新田自身の会員番号が登場した。

## 音楽

### シングル
|    | 発売日         | タイトル                    | B面曲                                                   | オリコン最高位 |
| -- | -------------- | --------------------------- | ------------------------------------------------------- | -------------- |
| 1  | 1986年1月1日   | 冬のオペラグラス            | ロマンスは偶然のしわざ (新田恵利 with おニャン子クラブ) | 1位            |
| 2  | 1986年4月10日  | 恋のロープをほどかないで    | ピンクのリボン                                          | 1位            |
| 3  | 1986年8月1日   | 不思議な手品のように        | 星の手紙                                                | 1位            |
| 4  | 1986年11月14日 | 内緒で浪漫映画              | 銀色のスーベニール                                      | 1位            |
| 5  | 1987年2月14日  | 若草の招待状                | 夕陽と風のメロディ                                      | 3位            |
| 6  | 1987年6月17日  | サーカス・ロマンス          | パナマのシャポー                                        | 8位            |
| 7  | 1987年9月5日   | Deja Vu -デジャ・ヴ-        | 茅ヶ崎に背を向けて                                      | 15位           |
| 8  | 1988年1月21日  | WHO?                        | 彼をあきらめて                                          | 21位           |
| 9  | 1988年7月21日  | ロックンロール・ラブレター  | 夏の恋風                                                | 61位           |
| 10 | 1988年11月21日 | さよならの風                | メビウスの二人                                          | 72位           |
| 11 | 1990年2月21日  | プロローグ -いいだせなくて- | 真冬のペニーレーン                                      | 89位           |

### アルバム

#### オリジナルアルバム
|   | 発売日         | タイトル                      | オリコン最高位 |
| - | -------------- | ----------------------------- | -------------- |
| 1 | 1986年5月2日   | ERI                           | 1位            |
| 2 | 1986年9月5日   | E-AREA                        |                |
| 2 | 2008年7月16日  | E-AREA + シングルコレクション |                |
| 3 | 1987年4月24日  | ritardando                    |                |
| 4 | 1987年11月21日 | Image 〜イマージュ〜          |                |

#### ベストアルバム
|   | 発売日        | タイトル                      | 備考       | オリコン最高位 |
| - | ------------- | ----------------------------- | ---------- | -------------- |
| 1 | 1987年7月21日 | 新田恵利 ベスト               |            |                |
| 2 | 1989年6月21日 | 新田恵利 BEST 16              |            |                |
| 3 | 1990年3月21日 | Last Message                  | 引退記念盤 |                |
| 4 | 2002年7月17日 | MYこれ!クション 新田恵利BEST  |            |                |
| 5 | 2003年7月16日 | Myこれ!クション 新田恵利BEST2 |            |                |
| 6 | 2007年7月18日 | 新田恵利 SINGLES コンプリート |            |                |
| 7 | 2010年5月19日 | Myこれ!Lite 新田恵利          |            |                |

### 映像作品
|   | 発売日         | タイトル                                | 備考 |
| - | -------------- | --------------------------------------- | ---- |
| 1 | 2003年4月23日  | 新田恵利 ファーストコンサート「E-AREA」 |      |
| 2 | 2003年10月16日 | 新田恵利 秘蔵引退ラストコンサート       |      |

#### 参加作品
| 発売日        | タイトル                             | 楽曲                                     | オリコン最高位 |
| ------------- | ------------------------------------ | ---------------------------------------- | -------------- |
| 2005年7月27日 | 30-35 VOL.3 「おニャン子クラブ」特集 | 「真夏のアルバイト」 (茂木淳一&新田恵利) |                |

### タイアップ曲
| 楽曲               | タイアップ                                                         |
| ------------------ | ------------------------------------------------------------------ |
| 冬のオペラグラス   | フジテレビ系『なるほど!ザ・ワールド』エンディングテーマ            |
| 若草の招待状       | フジテレビ系放映アニメーション『愛の若草物語』オープニングテーマ   |
| 夕陽と風とメロディ | フジテレビ系放映アニメーション『愛の若草物語』エンディングテーマ   |
| サーカス・ロマンス | 東宝映画『ラッコ物語』イメージソング 関西テレビ オープニングソング |

## 出演

### 映画
- おニャン子ザ・ムービー 危機イッパツ!（1986年）[1]
- ちょうちん（1987年） - 村田涼子 役
- Happyダーツ（2008年）
- ノン子36歳（家事手伝い）（2008年）
- 40歳問題（2008年）

### オリジナルビデオ
- どチンピラ17 淫らな熱い肌（1996年）
- Departed to the future（2009年3月25日発売）

### テレビ

#### バラエティ
- 夕やけニャンニャン（1985年 - 1986年、フジテレビ）
- 夕食ニャンニャン（1986年、フジテレビ）
- ありがとッ!（2012年4月 - 2016年3月、テレビ神奈川）

#### ドラマ
- 月曜ドラマランド（フジテレビ）
  - おニャン子学園危機イッパツ とんだ放課後（1986年5月）
  - ねらわれた学園（1987年1月）
  - フローズン・ホラーSHOW（1987年5月）
- 旅はおしゃれに（1987年1月、NHK総合テレビ）
- ドラマ人間模様（1976年4月 - 1988年3月、NHK総合テレビ）
  - 婚約（1987年1月 - 2月）
  - 極楽への招待（1987年9月 - 10月）
- 京大アメリカンフットボール部誕生秘話 君に涙は似合わない（1988年3月、朝日放送）
- 大岡越前 第10部 第26話「辻斬り三葉葵の陰謀」・第27話「将軍吉宗暗殺計画」（1988年8月 - 9月、TBS） - 奈津 役
- カッ飛び!ヤンヤン姫 第4話「金四郎大暴れ!!変身!柳生兄妹VS風魔忍者」（1988年、テレビ東京）
- 男と女のミステリー「東京タウン誌殺人情報 女子大生連続殺人事件」（1989年10月、フジテレビ）
- 邪魔してゴメン!（1989年10月 - 1990年3月、TBS）
- 映画みたいな恋したい「泥棒成金」（1993年6月、テレビ東京）
- 歓迎!ダンジキ御一行様 第4 - 6話（2001年11月 - 12月、日本テレビ）
- 温泉へGo! 第48-50話（2008年11月、TBS）
- ケータイ刑事 銭形命 第6話「愛しすぎた男!何もそこまで殺人事件」（2009年8月8日、BS-TBS） - 高望奈子 役

#### 福祉
- ハートネットTV リハビリ・介護を生きる「新田恵利・母から学ぶ介護と終活」（2018年8月9日、NHK教育） - 母親の介護を語る

#### CM
- キリンビバレッジ「キリンレモン」（1986年）
- サントリーBOSS贅沢微糖 「贅沢銀行」篇（2010年）

### ラジオ
- アイドル夢工場 新田恵利 みーんなわがまま（1986年10月 - 1987年4月、ニッポン放送）[2]
- 加藤裕介の横浜ポップJ（2016年10月 - 、ラジオ日本）
- 新田恵利の夢を叶えて（2018年6月 - 、FMえどがわ）

### 舞台
- 劇団マツモトカズミ第四回公演「結婚の偏差値Ⅱ DEAD OR ALIVE」（2014年9月10日 - 23日、新宿村LIVE）

### ゲーム
- VENUS PROJECT（2015年4月、GALAT）[20] - 新藤絵里 役

### インターネット
- 新田恵利の幸せ、みーつっけた！（2012年4月、wallop）[21][22][23]

## 書籍
- これじゃあ結婚できないわ…（1995年、ひかり出版） - 初のエッセイ
- アイドルとつき合う方法（2011年、宝島社） - 初の書き下ろし小説
- 悔いなし介護（2021年、主婦の友社） - 介護記

写真集
- 新田恵利（1986年、扶桑社　撮影：河合肇）
- 斉藤清貴 撮影『かく恋慕 : 新田恵利写真集』ワニブックス、1987年2月10日。
- 虹の方舟（1988年、近代映画社　撮影：三浦 憲治）
- フレッシュスコラ6 新田恵利写真集（1989年、スコラ　撮影：野村誠一）
- 吐息を奪って（1993年、パパラブックス　撮影：藪下修 ）
- Masahiro Komachi [撮影]『Jambo! : Eri Nitta in Africa』バウハウス、2000年2月15日。

関連書籍
- 若桜木虔『大遺産を探せ！いっしょにAXIA』（1986年、光文社文庫） - ヒロインモデル
- 秋元康『35m/mの原稿用紙。』（1988年、集英社） - 新田に関するエッセイを掲載
- 『週刊東洋経済』p42-46（1996年11月13日、東洋経済新報社） - 「新田恵利の主婦の起業家・見てある記」本人による執筆記事
- 新沢基栄『帰ってきたハイスクール!奇面組』（2000年、マガジンハウス） - 同作品へのメッセージを寄稿
- 吉田豪『元アイドル!』（2005年、ワニマガジン社） - インタビュー掲載